# Beli (księżyc)
Beli (Saturn LXI) – mały księżyc Saturna, odkryty przez Scotta S. Shepparda, Davida C. Jewitta i Jana T. Kleynę na podstawie 15 obserwacji przeprowadzonych za pomocą Teleskopu Subaru w latach 2004–2007. Jego odkrycie zostało ogłoszone 7 października 2019 roku w biuletynie elektronicznym Minor Planet Electronic Circular.

## Odkrycie i nazwa
Saturn ma 83 księżyce. Do 2023 roku potwierdzono i nazwano 63, pozostałe czekają na potwierdzenie obserwacji i oficjalne nazwanie przez Międzynarodową Unię Astronomiczną (IAU). Obserwacje jednego z nich prowadzili w latach 2004–2007 Scott S. Sheppard z Carnegie Institution for Science w Waszyngtonie, David C. Jewitt z Uniwersytetu Kalifornijskiego w Los Angeles oraz Jan T. Kleyna z Uniwersytetu Hawajskiego przy pomocy Teleskopu Subaru. Odkrycie księżyca zostało ogłoszone 7 października 2019 roku w biuletynie elektronicznym Minor Planet Electronic Circular. Gdy w 2019 roku Scott Sheppard ogłosił odkrycie 20 księżyców Saturna Carnegie Science postanowiła ogłosić konkurs na ich nazwy (wzorem wcześniejszego na nazwy księżyców Jowisza). W dniach 7.10–6.12. 2019 każdy mógł zaproponować nazwę księżyca wysyłając tweeta z uzasadnieniem na podany adres. 
Oficjalną nazwę księżyca ustanowiono w 2022 roku od Bellego, olbrzyma z mitologii nordyckiej zabitego przez Frejra za pomocą poroża jelenia, jako że należy on do grupy nordyckiej księżyców nieregularnych Saturna, poruszających się ruchem wstecznym.

## Charakterystyka
Beli ma około 3 km średnicy i okrąża Saturna w średniej odległości 20,424 mln km od niego, w ciągu niemal trzech ziemskich lat.